# Mount Nichols
Mount Nichols är ett berg i Antarktis. Det ligger i Västantarktis. Inget land gör anspråk på området. Toppen på Mount Nichols är 670 meter över havet.
Terrängen runt Mount Nichols är huvudsakligen kuperad, men åt nordost är den platt. Trakten är obefolkad. Det finns inga samhällen i närheten.